# 小卡塞勒山

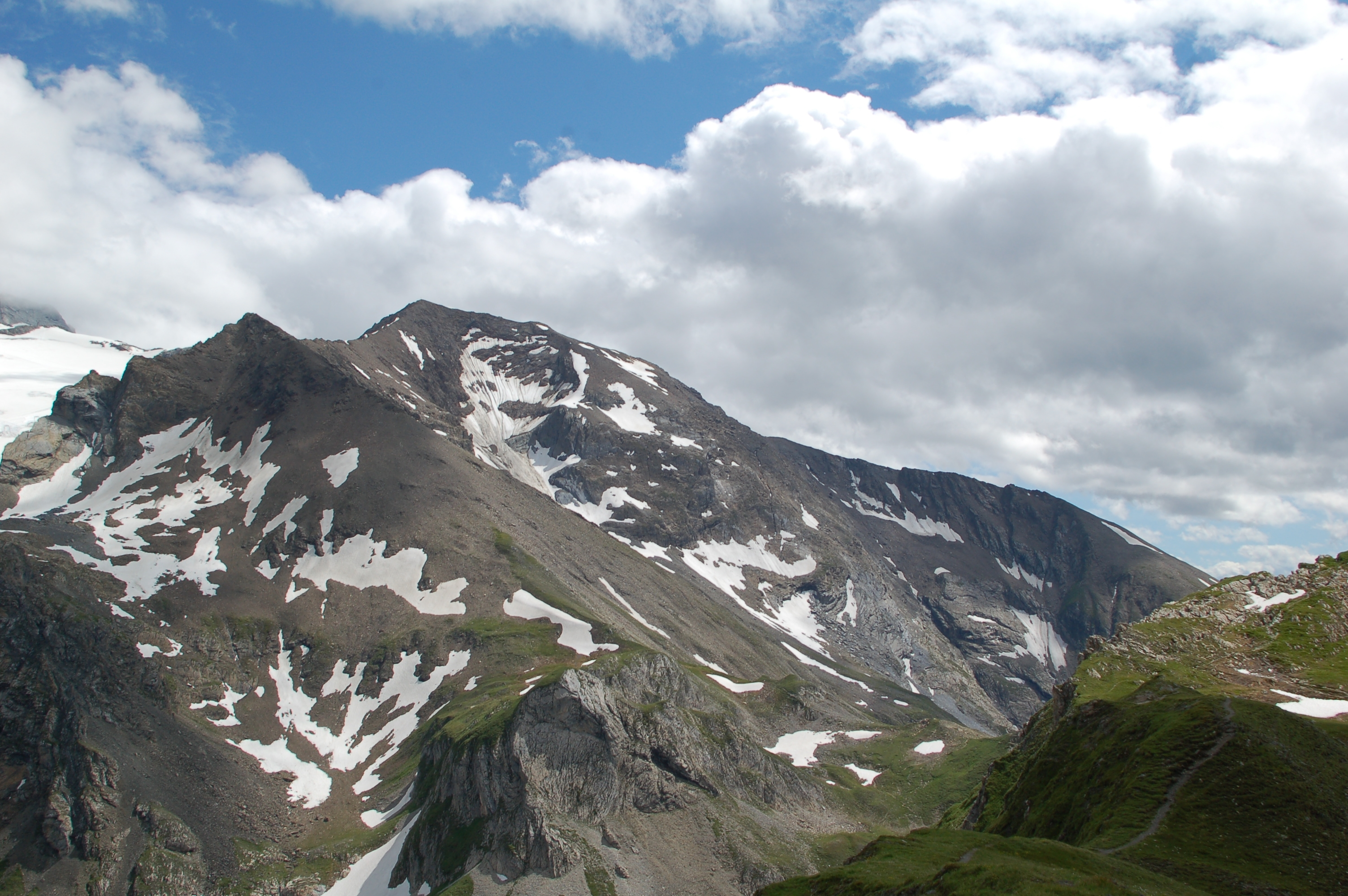

47°4′6″N 11°38′45″E / 47.06833°N 11.64583°E
小卡塞勒山（德語：Kleiner Kaserer），是奧地利的山峰，位於該國西部，由蒂羅爾州負責管轄，屬於齊勒塔爾阿爾卑斯山脈的一部分，距離大卡塞勒山0.6公里，海拔高度3,093米。